# Cancionero de Palacio

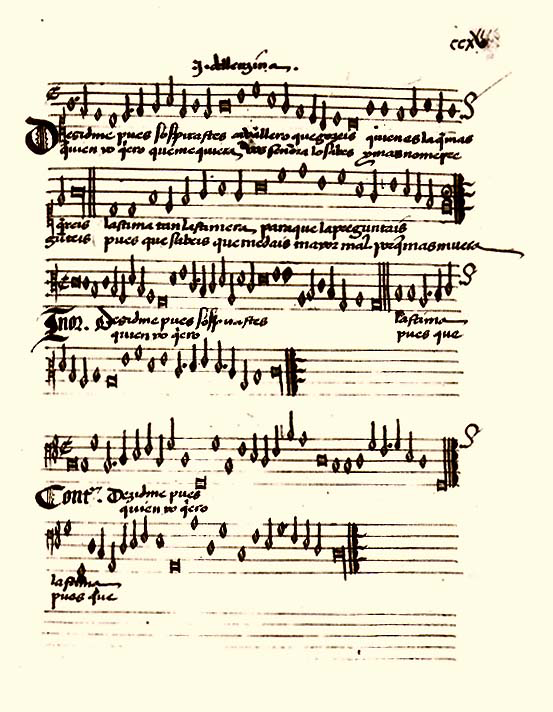
Strona z dzieła Cancionero de Palacio

Cancionero de Palacio (j. pol. Śpiewnik pałacowy) znany również jako Cancionero Musical de Palacio (CMP) lub Cancionero de Barbieri, jest manuskryptem zawierającym muzykę z okresu renesansu z terenów Hiszpanii. Utwory zawarte w zbiorze były komponowane przez około 40 lat: od ok. 1475 do początku XVI wieku, czyli za panowania Królów Katolickich

## Manuskrypt
Opierając się na spisie treści znajdującym się na początku dzieła, można wnioskować, że oryginalnie, manuskrypt zawierał 548 utworów. Wiele z nich jednak zostało zagubionych lub zniszczonych przez co do dzisiejszych czasów przetrwało jedynie 458 dzieł. Mimo to, Cancionero de Palacio jest  bezcennym zabytkiem renesansowej muzyki, przechowywanym w Bibliotece Królewskiej w Madrycie.
Manuskrypt był tworzony przez 9 różnych ludzi, którzy tworzyli go w 11 etapach.

## Utwory
Większość z 458 utworów jest w języku kastylijskim. Jednakże kilka utworów jest napisane po łacinie, francusku, katalońsku czy po portugalsku.
Pieśni są bardzo zróżnicowane. Znajdują się tam pieśni: romantyczne, religijne, satyryczne, burleski, polityczne, historyczne i wiele innych. Również ich styl jest bardzo różnorodny: od piosenek ludowych po bardzo złożone kompozycje. Większość dzieł to utwory jednogłosowe z akompaniamentem instrumentalnym, choć znaleźć można wiele polifonicznych dzieł na 2, 3 czy 4 głosy.
Najwięcej utworów jest autorstwa:
- Juan del Encina (63)
- Millán (23)
- Gabriel Mena (18)

## Canciero de Palacio dziś
Utowory zawarte w manuskrypcie są popularne wśród zespołów wykonujących muzykę dawną. Monograficzne albumy mają w swojej dyskografii zespoły takie jak: Hespèrion XXI, Ensemble Gilles Binchois, Ensemble Accentus, czy Musica Antiqua of London. Wiele utworów z Cancionero del Palacio (np. Dindirindin, Todos los bienes del mundo, Danza alta) wykonanych m.in. przez Joculatores Upsalienses, stało się częścią ścieżki dźwiękowej gry Europa Universalis II.